# 国際連合安全保障理事会決議146
国際連合安全保障理事会決議146（こくさいれんごうあんぜんほしょうりじかいけつぎ146、英: United Nations Security Council Resolution 146, UNSCR146）は、1960年8月9日に国際連合安全保障理事会で採択された決議。ベルギーに対してコンゴ共和国のカタンガ国からの迅速な軍の撤退を要請し、国連軍の同州への駐留が現在の決議の実施に必要不可欠である事を宣言した。決議は賛成9票・棄権2票で採択された。

## 内容
国際連合安全保障理事会の第886回会合において、1960年7月22日に採択された国連安保理決議第145号を想起し、特にベルギー政府に対して同年7月14日に採択された国連安保理決議第143号の履行を要請した。コンゴ共和国（コンゴ・レオポルドヴィル）のカタンガ国への国連軍（国連コンゴ活動）の駐留が現在の決議の実施に必要不可欠である事を宣言した。また、コンゴにおける国連軍部隊は国内紛争の当事者にならず、いかなる仲介も行わず、影響を与えるものとはならない事を再確認した。
決議は賛成9票・棄権2票（フランス、イタリア）で採択された。